# Беккерель, Жан
Жан Беккерель (1878—1953) — французский физик.
Сын А. А. Беккереля. Профессор Парижского национального естественно- исторического Музея.
Исследовал распространение поляризованных по кругу электромагнитных волн в магнитных средах, аномальную дисперсию паров натрия, эффект Зеемана в плеохроичных кристаллах, явления, возникающие в веществе, помещенном в магнитное поле при температурах жидкого воздуха и жидкого кислорода (вместе с Х.Камерлинг-Оннесом).
При этом он показал, что для каждой полосы поглощения существует максимум интенсивности поглощения; что для большинства полос этому соответствует температура, очень близкая к температуре жидкого водорода, а также что многие полосы обнаруживают некоторый минимум поглощения в области низких температур.
Член Парижской АН (1946).